# Stazione di San Severino Marche
Stazione di San Severino Marche vasútállomás Olaszországban, Marche régióban, San Severino Marche településen.

## Vasútvonalak
Az állomást az alábbi vasútvonalak érintik:
- Civitanova-Fabriano-vasútvonal

## Kapcsolódó állomások
A vasútállomáshoz az alábbi állomások vannak a legközelebb: 
- Stazione di Tolentino
- Stazione di Gagliole